# Henn (Architekten)

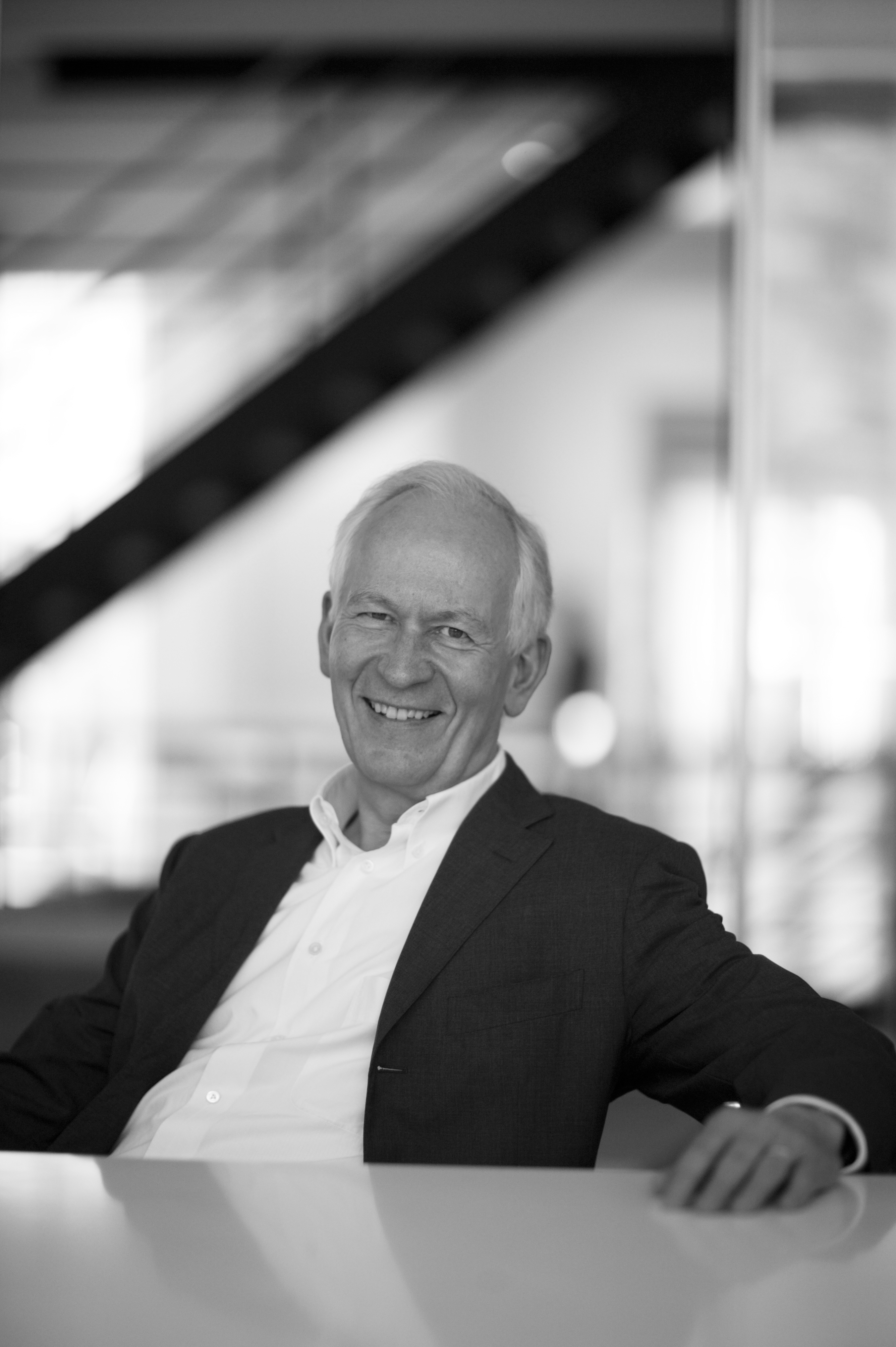
Gunter Henn, Gründer (2007)

Henn ist ein international tätiges deutsches Architekturbüro mit Hauptsitz in München. Das Architekturbüro ist vor allem für seine Bürogebäude und Industriebauten bekannt. 
In den Büros in München, Berlin, Frankfurt am Main und Shanghai arbeiten 400 Mitarbeiter in Projektteams aus Architekten, Innenarchitekten, Planern und Ingenieuren (Stand 2025). 

## Geschichte
Das Büro wurde 1979 von Gunter Henn in München gegründet und steht in der Nachfolge des Büros von Walter Henn, welcher noch bis 1989 als Büropartner tätig war (Henn + Henn Architekten). Seit 2013 firmiert das Unternehmen als Henn GmbH.
Seit 2021 wird das Büro in dritter Generation von Martin Henn, mittlerweile mit vier Geschäftsführern, sowie einem Kreis von Partnern geführt.

## Profil
Das Architekturbüro ist in den Bereichen Kultur- und Bürobau, Lehre und Forschung sowie Entwicklung und Produktion tätig.
Projekte wie die Autostadt in Wolfsburg, die Gläserne Manufaktur in Dresden und das Projekthaus im BMW Group Forschungs- und Innovationszentrum München haben globale Beachtung gefunden. Eine Vielzahl von großen Bauvorhaben wurde in den 2010er Jahren in China realisiert, darunter die Firmenzentralen für die größten Versicherungsunternehmen China Life und Taikang Life, Produktionsstätten für BMW in Shenyang sowie die Wissenschaftsstadt Nanopolis in Suzhou.
Das Unternehmen belegte 2013 Platz 41 auf der Liste der 100 Architekturbüros mit dem höchsten Umsatz weltweit und Platz 24 der Top-50-Architekturbüros in Europa.

## Bilder

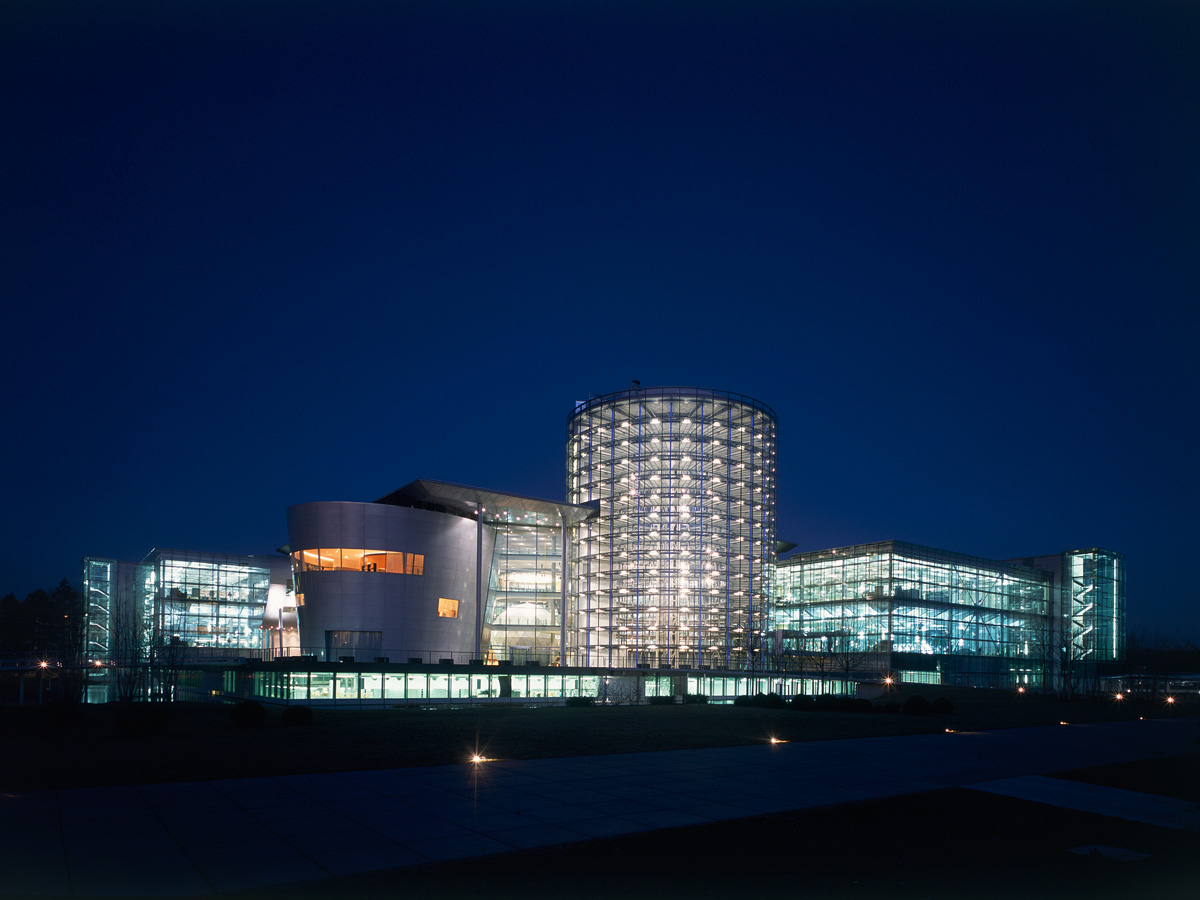
Gläserne Manufaktur in Dresden
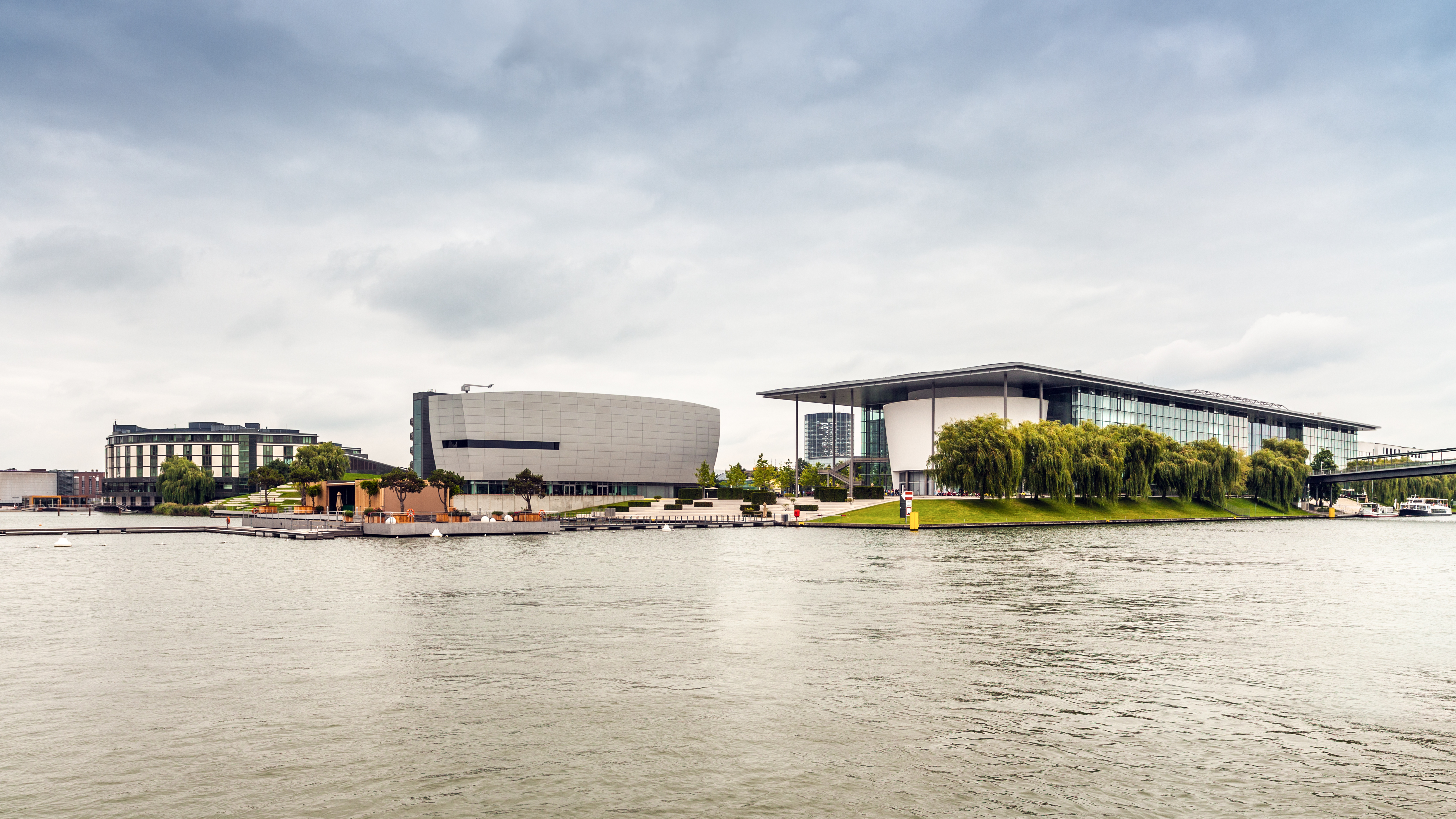
Autostadt in Wolfsburg
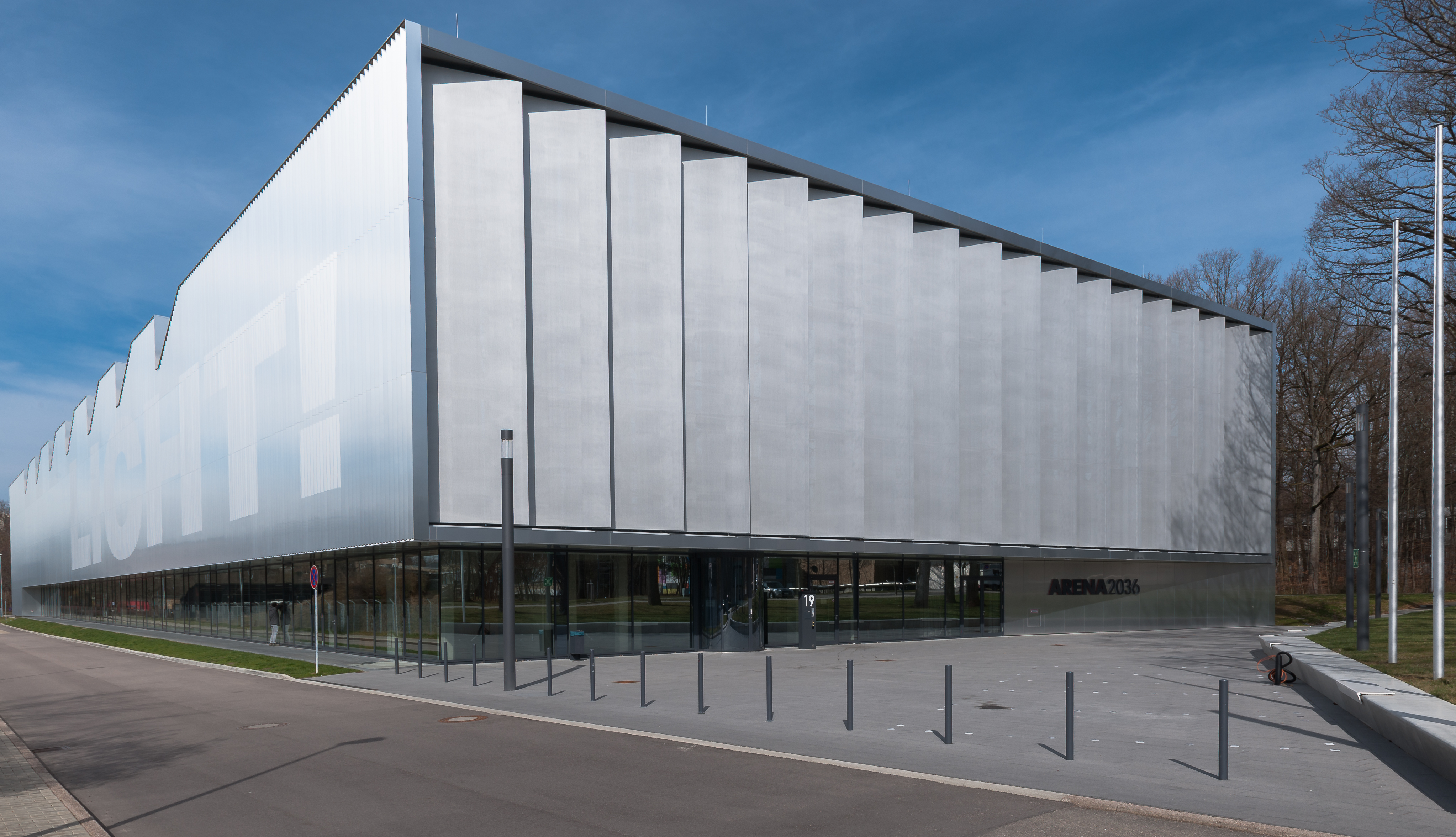
ARENA2036 in Stuttgart

## Publikationen
- Henn Architekten: Henn Architekten – Jahrbuch 2011. München 2011, ISBN 978-3-00-036671-0.
- Henn Architekten: Henn Architekten – Jahrbuch 2010. München 2010, ISBN 978-3-00-032233-4.
- Henn Architekten: 30/30 HG Esch fotografiert Henn. 2010 Aedes and the autors, ISBN 978-3-937093-13-0.
- Henn Architekten: Henn Architekten – Jahrbuch 2009. München 2009, ISBN 978-3-00-029245-3.
- Henn Architekten: Henn Architekten – Jahrbuch 2008. München 2008, ISBN 978-3-00-026635-5.
- Thomas J. Allen, Gunter W. Henn: The Organization and Architecture of Innovation – Managing the Flow of Technology. Butterworth-Heinemann/Architectural Press, Amsterdam 2007, ISBN 978-0-7506-8236-7.
- Gunter Henn (Hrsg.): Bugatti Molsheim. Junius, Hamburg 2005, ISBN 3-88506-568-1.
- Gunter Henn (Hrsg.): Das Projekthaus – Die neue Mitte im FIZ Hamburg. Junius, Hamburg 2004, ISBN 3-88506-560-6.
- Gunter Henn, Dirk Meyhöfer (Hrsg./Ed.): Henn Architekten – Architektur des Wissens Architecture of Knowledge.  Junius Verlag, Hamburg 2003, ISBN 3-88506-540-1.
- Henn Architekten (Hrsg.): Die Gläserne Manufaktur Hamburg. Junius Verlag, Hamburg 2003, ISBN 3-88506-543-6.
- Gunter Henn (Hrsg.): Audiforum Ingolstadt München.  Prestel Verlag, London/New York 2001, ISBN 3-7913-2623-6.
- Henn Architekten Ingenieure (Hrsg.): Corporate Architecture – Autostadt Wolfsburg, Gläserne Manufactur Dresden.  Aedes, Berlin 2000, ISBN 3-00-006209-2.
- Henn Architekten Ingenieure (Hrsg.): Form follows Flow – Modulare Fabrik Skoda. München 1998.
- Henn Architekten Ingenieure (Hrsg.): Technische Universität München Fakultät für Maschinenwesen Garching. München 1998.